# Ossokhtokh
Ossokhtokh (en rus: Осохтох) és un poble de la república de Sakhà, a Rússia, que en el cens del 2010 tenia 140 habitants, pertany al districte de Batagai.